# Syzygium stelechanthum
Syzygium stelechanthum är en myrtenväxtart som först beskrevs av Friedrich Ludwig Diels, och fick sitt nu gällande namn av Sidney Frederick Glassman. Syzygium stelechanthum ingår i släktet Syzygium och familjen myrtenväxter. Inga underarter finns listade i Catalogue of Life.